# Procesión de las Palmas

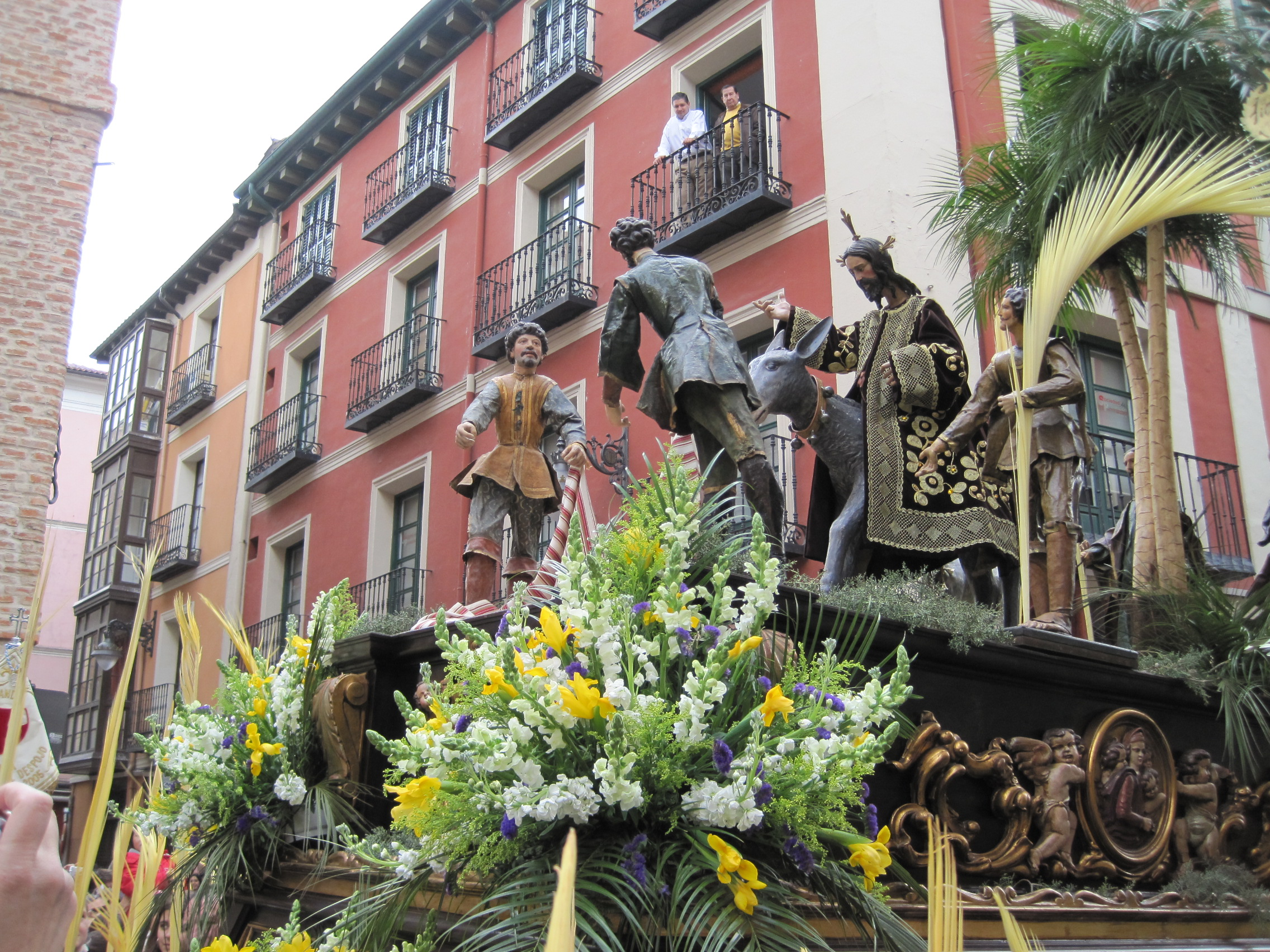
La Entrada Triunfal de Jesús en Jerusalén a su paso por la calle de la Platería.

La Procesión de las Palmas tiene lugar el Domingo de Ramos en Valladolid. Tras las dos procesiones que tienen lugar el Viernes de Dolores y la del Sábado de Pasión, es la cuarta de la Semana Santa de Valladolid. Parte de la Santa Iglesia Catedral a las doce de la mañana, terminada la Bendición de Ramos, con el paso La Entrada Triunfal de Jesús en Jerusalén (Francisco Giralte, hacia 1542-1550), procesionado por la Cofradía Penitencial de la Santa Vera-Cruz, que es su titular, y acompañado por las secciones infantiles del resto de las cofradías de Valladolid.

## Recorrido
Desde la Santa Iglesia Catedral por: Catedral, Cardenal Cos, plaza de la Universidad (lateral de la Catedral), Arzobispo Gandásegui, Echegaray, Leopoldo Cano, plaza de los Arces, General Almirante, San Benito, plaza de la Rinconada, Correos, José Antonio, plaza del Poniente, San Lorenzo, plaza de Santa Ana, Pasión, Plaza Mayor (por delante de la Casa Consistorial), Ferrari, plaza de Fuente Dorada, Vicente Moliner, plaza del Ochavo y Platerías hasta la Iglesia Penitencial de la Santa Vera-Cruz, desde cuyo pórtico el Excelentísimo y Reverendísimo Señor Arzobispo dirige una plática e imparte su bendición a los asistentes, finalizando la procesión entonando el Hosanna al Hijo de David.

## El paso
El paso de La Entrada Triunfal de Jesús en Jerusalén, obra de Francisco Giralte (hacia 1542-1550) destaca por ser el único en Valladolid que queda de la denominada técnica "de papelón", anterior a la madera policromada. Sus figuras son de pequeño tamaño, sólo siendo de madera la cabeza y las manos, y elaborando el resto mediante lienzo encolado. El auge de la madera policromada con imágenes a tamaño natural, que tuvo lugar a partir de que Francisco del Rincón esculpiera La elevación de la Cruz en 1604, hizo que las Cofradías sustituyeran sus pasos en el siglo XVII por otros de madera policromada, desapareciendo los "de papelón".
- Datos: Q6087150